# Alisma canaliculatum
Alisma canaliculatum, vrsta žabočuna (porodica žabočunovki), heliofit iz Kine, Japana, Tajvana i otočja Ryukyu ( Nansei-shoto)  i Kurila

## Opis
Alisma canaliculatum je višegodišnja zeljasta biljka s gomoljima do 3 cm u promjeru. Zračni listovi s peteljkom 9-30 cm; lisna plojka  lancetasta, 6-45 × 1-5 cm, 3-5 žila, osnova klinasta ili postupno smanjena prema peteljci, vrh zašiljen. Metlice 35-65 cm, u 3-6 pršljenova na 3-9 grana. Peteljka 2-4,5 cm. Čašice duguljaste, 3-3,5 mm. Latice bijele, suborbikularne, rub nepravilan. Prašnici cirka 0,8 mm. Karpele pravilno raspoređene; stilovi zakrivljeni, cirka 0,5 mm, stigmatozno u gornjem oko. 1/3 njihove duljine. Aheniji obovoidni, 2-2,5 mm; bočni perikarp neproziran, debeo. Cvjeta od svibnja-listopada. 2n = 28, 34, 40, 42.

## Staništa
Rubovi jezera, bara, močvara, potoka. U Kini u prtovincijama Anhui, Fujian, Guizhou, Henan, Hubei, Hunan, Jiangsu, Jiangxi, Shandong, Sichuan, Tajvan, Zhejiang. Indija, Japan (uključujući otočje Ryukyu), Koreja.